# Naddoddur

Az első skandináv hajósok izlandi útjai a 9. században

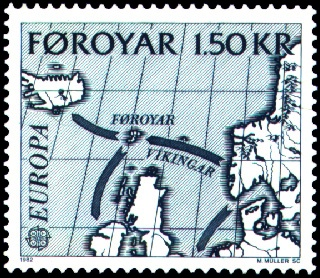
A vikingek felfedező útjait szimbolizáló feröeri bélyeg 1982-ből

Naddoddur (más óskandináv névváltozatok: Naddodr, Naddoðr, Naddaðr) az izlandi Landnámabókban rögzített hagyomány szerint az első skandináv utazó, aki kikötött Izland szigetén. I. sz. 850 előtt született a Norvégia legdélebbi részén lévő Agder történelmi területen. A korabeli viking vándorlások keretében, Grímur Kambanhoz hasonlóan elhagyta szülőföldjét, és a Feröer-szigeteken telepedett le. 

## Nevének etimológiája
Naddoddur neve két részből áll: nadd-oddur. Az oddur jelentése hegy, csúcs Spitze és önmagában is előfordul személynévként a Feröer-szigeteken. A nadd szintén jelent csúcsot, hegyet a feröeri nyelvben, de a régi norvég nyelvben lándzsát is. Nevét így magyarra lándzsahegynek lehetne fordítani. 

## Történelmi nevezetessége
A Landnámabók szerint i. sz. 850 körül egy norvégiai útjáról a Feröerre visszatérőben rossz időjárási körülmények között elvétette az irányt és egészen Izland keleti partjáig jutott. Kikötött az ismeretlen földön és egy hegyre is felkapaszkodott, hogy tájékozódjon és emberi települést keressen, de sem ilyet, sem erre utaló jelet, füstöt nem látott. Visszaindulása előtt ott havazni kezdett, ezért az új földet Snælandnak, Hóföldnek nevezte el.
Hazatérése után beszámolt társainak az új földről, és ennek híre futótűzként terjedt a vikingek között, hozzájárulva az izlandi honfoglalás előkészítéséhez. Naddodd három fia, Brynjolvur, Mar és Beinir is Izlandon telepedett le.
Valószínűleg Naddoddur lánya volt Ann Naddodsdóttir, akinek a 10. századból származó, keresztény és óskandináv motívumokkal egyaránt díszített sírkövét 1864-ben találták meg a Shetland-szigetekhez tartozó Bressay szigetén a Szent Mária-templom sírkertjében. Valószínűleg az ő fia volt Beinir és Brestir, így ő volt a nagyanyja Sigmundur Brestissonnak és Tóri Beinirssonnak, a Feröeriek sagája központi szereplőinek.

## Fordítás
- Ez a szócikk részben vagy egészben a Naddoddur című német Wikipédia-szócikk ezen változatának fordításán alapul.  Az eredeti cikk szerkesztőit annak laptörténete sorolja fel. Ez a jelzés csupán a megfogalmazás eredetét és a szerzői jogokat jelzi, nem szolgál a cikkben szereplő információk forrásmegjelöléseként.
- Ez a szócikk részben vagy egészben a Ann Naddodsdóttir című német Wikipédia-szócikk ezen változatának fordításán alapul.  Az eredeti cikk szerkesztőit annak laptörténete sorolja fel. Ez a jelzés csupán a megfogalmazás eredetét és a szerzői jogokat jelzi, nem szolgál a cikkben szereplő információk forrásmegjelöléseként.